# Wookie
Wookie is de artiestennaam voor de Britse producer Jason Chue. Hij produceert UK Garage. Hij maakte in 2000 het hitje Battle.

## Biografie
Chue in de vroege jaren negentig als producer en remixer onder de naam Katt. Ook produceerde hij voor zanger Wayne Marshall de single G Spot (1993). Daarna ging hij aan het werk in de studio van Soul II Soul. In 1999 bracht hij de eerste Wookie-single Down On Me uit. Deze sloot aan bij de 2 step-trend van die periode. In 2000 bracht hij het album Wookie uit. Op het album werkte hij samen met vocalist Lain Gray. Van het album kwam de single Battle, die werd uitgeroepen tot 3FM Megahit. Het werd uiteindelijk een bescheiden hitje. Samen met zijn broer Simon Chue en producer Johhny Jay werkte hij onder de naam X_Man. Nadat ze dit project uitgestapt waren, brachten Jason en Simon nog enkele singles uit onder de naam Exemen. Nieuwe albums zijn er na Wookie niet meer verschenen. Wel zijn er nog vele singles uitgebracht. In 2013 maakte hij met zangeres Eliza Doolittle de single The Hype.

## Discografie
Albums:
- Wookie (2000)

### Hitnoteringen
| Single met eventuele hitnotering(en) in de Nederlandse Top 40 | Datum van verschijnen | Datum van binnenkomst | Hoogste positie | Aantal weken | Opmerkingen         |
| ------------------------------------------------------------- | --------------------- | --------------------- | --------------- | ------------ | ------------------- |
| Battle                                                        | 2000                  | 31-07-2000            | -               | -            | nr 81 in de top 100 |